# Billy Mackinnon (Fußballspieler)
William Muir „Billy“ Mackinnon (* 18. Januar 1852 in Glasgow; † 24. Mai 1942 ebenda) war ein schottischer Fußballspieler. Der als Mittelstürmer zum Einsatz kommende schottische Nationalspieler Mackinnon galt in den 1870er Jahren der Anfangszeit des Fußballs als brillanter Dribbler. 

## Karriere
Billy Mackinnon spielte in seiner aktiven Karriere von 1870 bis 1880 für den schottischen Verein FC Queen’s Park. Mit dem Verein gewann er die ersten drei Austragungen des Schottischen Pokals (1873/74, 1874/75, 1875/76), beim Sieg 1875 erzielte er beim 3:0-Erfolg gegen den FC Renton einen Treffern. 1872 spielte er im ersten Spiel der Glasgow Rangers mit.
Mackinnon wirkte 1872 am ersten offiziellen Länderspiel der Fußballgeschichte mit. Auf Seiten Schottlands spielte er am 30. November 1872 gegen England. Die auf dem Hamilton Crescent im heutigen Glasgower Stadtteil Partick ausgetragene Partie vor etwa 3.000 Zuschauer endete mit 0:0. Die schottische Mannschaft bestand ausschließlich aus Spielern des FC Queen’s Park. In seinen 9 Länderspielen die er bis zu seinem Karriereende im 1879 absolvierte, darunter acht Spiele gegen England und eines gegen Wales erzielte Mackinnon fünf Tore.

## Erfolge
mit dem FC Queen’s Park: 
- Schottischer Pokalsieger: 1873/74, 1874/75, 1875/76